# Pic Lost Mine
Le pic Lost Mine (en anglais : Lost Mine Peak) est un sommet du comté de Brewster, au Texas, dans le Sud des États-Unis. Il culmine à 2 297 mètres d'altitude dans les monts Chisos. Il est protégé au sein du parc national de Big Bend.